# 多可町立松井小学校
多可町立松井小学校（たかちょうりつ まついしょうがっこう）は、兵庫県多可郡多可町加美区熊野部にある公立小学校。

## 概要
多可町加美区は、合併前の旧加美町域で国道427号や杉原川に沿った山間地域の町で、気候は瀬戸内気候の影響を受けて穏やか。寒暖の差は比較的大きい。北部の杉原谷では、1300年の歴史ある「 杉原紙」とよばれる写経用紙や薄紙がすかれていた。大正14年には一時、紙すきは途絶えたが、1972年（昭和47年）に町立の施設・杉原紙研究所を設立して本格的な紙漉きが再開された。自然が多く残る町である。松井小学校は、1887年に開校した村立共和尋常小学校が前身で、その後、町村合併や町制施行による校名の変更があり、2005年11月1日には中町、加美町、八千代町の合併により多可町が発足し、多可町立松井小学校に改称した。

## 沿革
- 1887年（明治20年）4月26日 - 村立共和尋常小学校（熊野部阿弥陀寺）を開設
- 1892年（明治25年）11月30日 - 現在地の熊野部835番地に新校舎が完成
- 1900年（明治33年）4月1日 - 1886年4月10日の小学校令（第1次）の公布により、松井尋常小学校と改称
- 1901年（明治34年）4月1日 - 1900年8月20日の小学校令（第3次）の公布により、松井尋常高等小学校となる
- 1941年（昭和16年）4月1日 - 1941年4月1日の国民学校令により、松井庄村立松井国民学校と改称
- 1947年（昭和22年）4月1日 - 1947年4月1日の学制改革により、松井庄村立松井小学校と改称
- 1955年（昭和30年）1月1日 - 杉原谷村・松井庄村が合併して加美村が発足、加美村立松井小学校と改称
- 1956年（昭和31年）5月21日 - 本館と講堂が完成
- 1960年（昭和35年）1月1日 - 町制施行により加美町が発足、加美町立松井小学校と改称
- 1970年（昭和45年）7月23日 - プール完成
- 1983年（昭和58年）12月26日 - 新校舎完成
- 1995年（平成7年）3月1日 - プール新設
- 2005年（平成17年）11月1日 - 中町、加美町、八千代町の合併により多可町が発足、多可町立松井小学校と改称

## 教育目標
令和2年度 自他のいのちを大切にし、 ふるさと多可町を愛し、心身共に健康で、意欲的に学ぶ子どもの育成

## 学校行事
| - 4月 始業式、入学式、家庭訪問 - 5月 交通安全教室 - 6月 自然学校 | - 7月 終業式 - 8月 - 9月 始業式 、運動会 | - 10月 秋の遠足、北播陸上大会 - 11月 修学旅行 - 12月 マラソン大会、終業式 | - 1月 始業式、北播小学生駅伝 - 2月 - 3月 卒業式、修了式 |

## 通学区域
- 加美区（豊部・熊野部・岩座神・棚釜・多田・奥荒田・的場・寺内・西脇・山野部）[2]

## 進学先中学校
- 公立中学校の進学は 多可町立加美中学校

## 交通
- 路線バス
  - JR西日本加古川線西脇市駅から約1時間 加美農協前バス停下車 徒歩約6分（500メートル）
- 自動車
  - 国道427号沿いにJA加美交差点を西に約400メートル